# Máy xăm

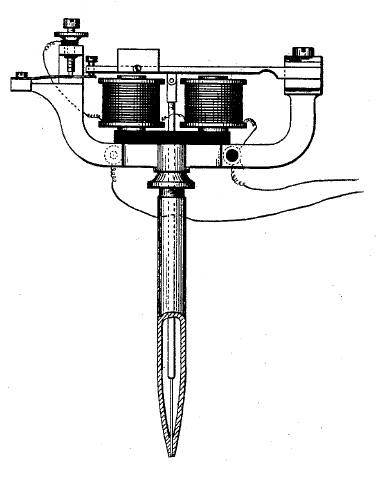
, Stencil-Pens

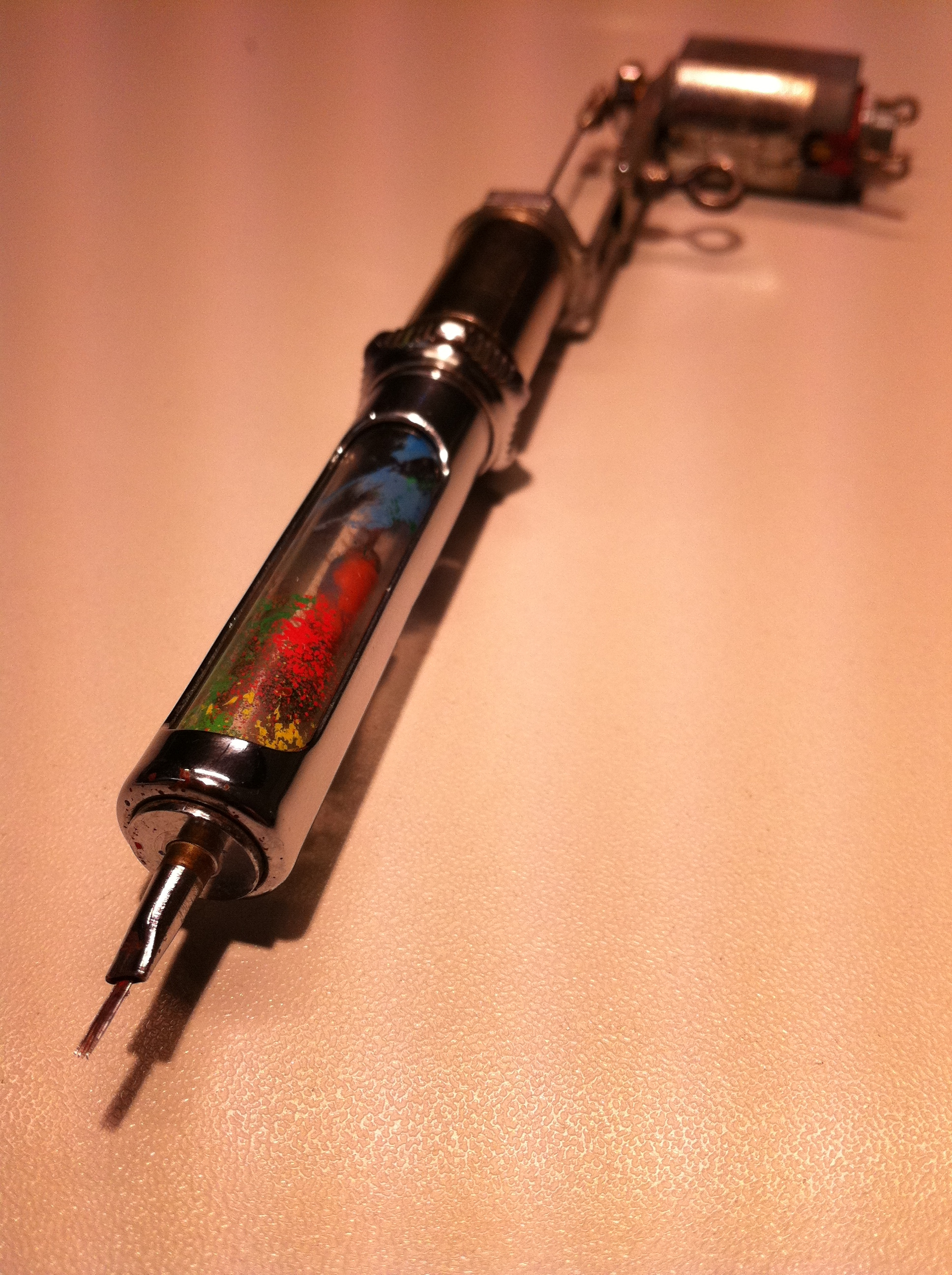
Manfred Kohrs 1978 - Rotary tattoo machine

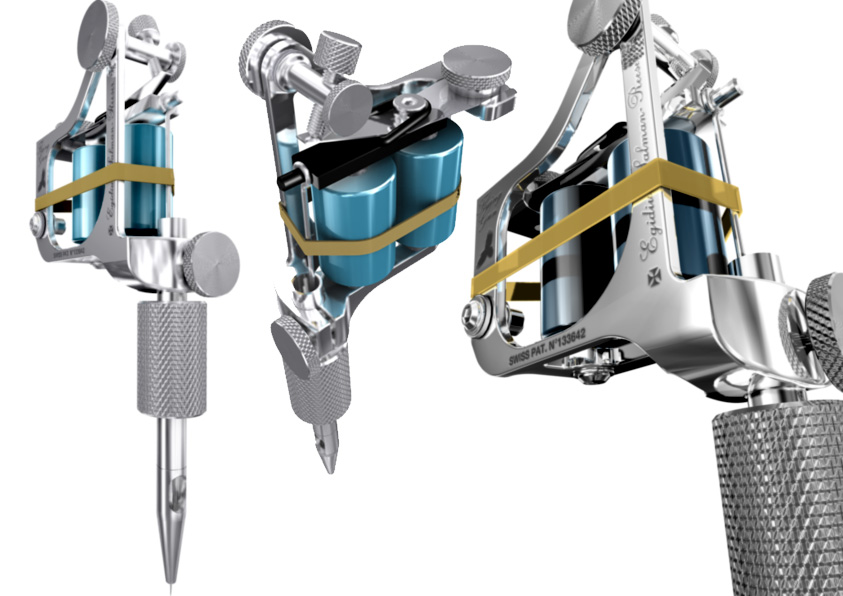
Two-coil tattoo machine

Máy xăm là thiết bị cầm tay dùng để xăm.

## Lịch sử
Năm 1891, Samuel O'Reilly ở thành phố New York sáng chế ra chiếc "máy khắc da chạy bằng điện" đầu tiên.
Trải qua nhiều thời đại, cho đến ngày nay, những chiếc máy xăm ngày càng hoàn thiện và có thể đạt được mức độ tinh xảo cao. Máy xăm thường được cấu tạo từ những mô-tơ chạy bằng điện hoặc pin có hiệu điện thế từ 6-12v.
Một số người tự làm cho mình một chiếc máy xăm với 1 cây kim, một cái môtơ và nguồn điện.